# Tyneside
Tyneside – konurbacja w północno-wschodniej Anglii, w hrabstwie Tyne and Wear, położona nad dolnym biegiem rzeki Tyne i jej ujściem do Morza Północnego. W 2011 roku liczyła 774 891 mieszkańców.

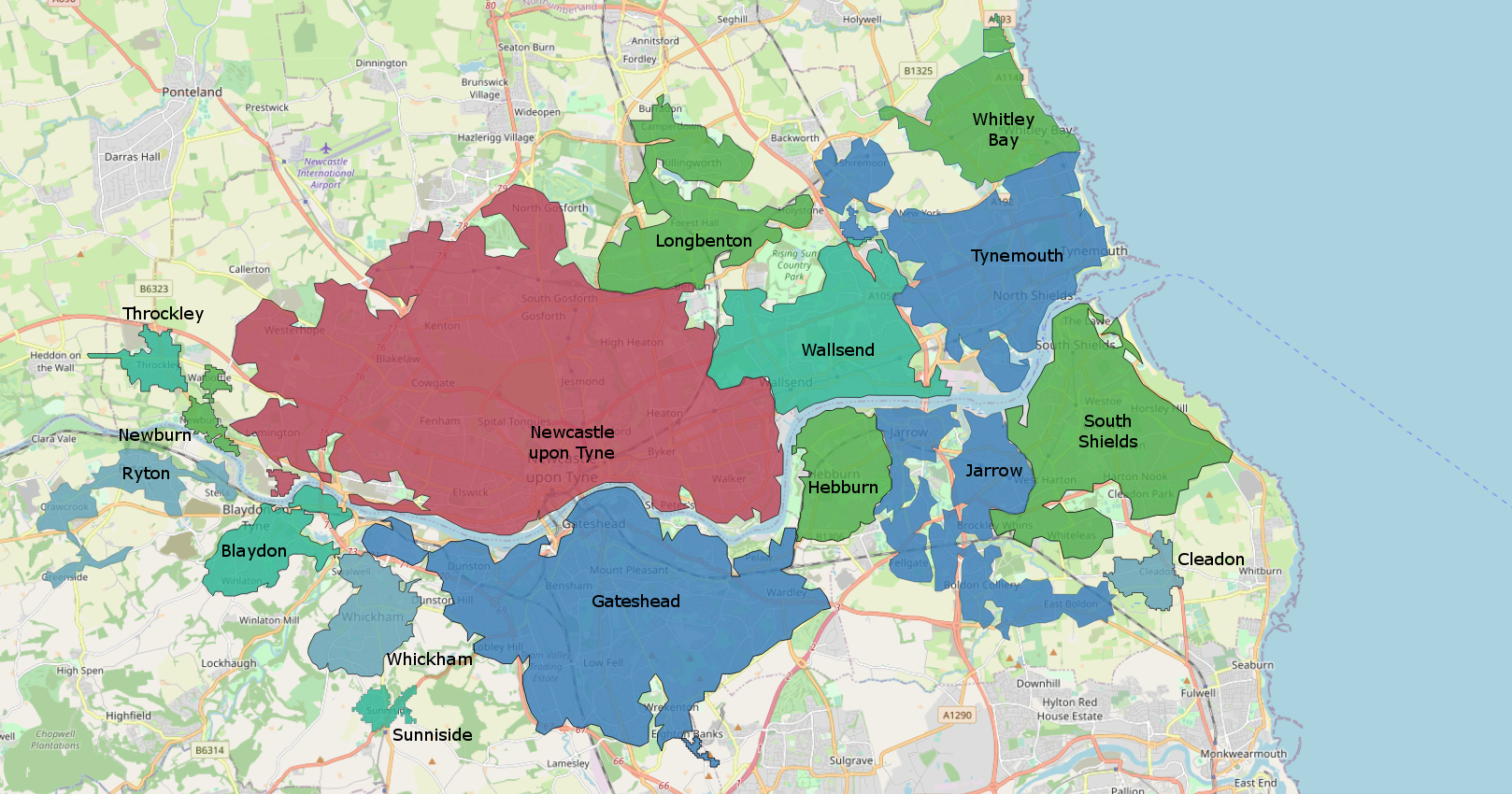
Mapa konurbacji Tyneside

Główne miasta konurbacji to Newcastle upon Tyne (268 064 mieszkańców w 2011 r.), Gateshead (120 046), South Shields (75 337), Tynemouth (67 519), Wallsend (43 826) i Jarrow (43 431). Pozostałe miejscowości wchodzące w jej skład to Longbenton (37 070), Whitley Bay (36 702), Hebburn (19 148), Whickham (16 652), Ryton (15 999), Blaydon (15 155), Throckley (5507), Cleadon (4508), Sunniside (3390) i Newburn (2537).
Dawniej aglomeracja stanowiła ważny ośrodek wydobycia węgla i przemysłu stoczniowego.
Mieszkańcy tego obszaru oraz używany przez nich dialekt języka angielskiego potocznie nazywane są Geordie.